# نهائي كأس إفريقيا للأندية البطلة 1969
نهائي أفريقيا للأندية البطلة 1969 هي النسخة الخامسة من دوري أبطال أفريقيا . توج نادي الإسماعيلي المصري بالكأس لأول مرة في تاريخه على حساب تي بي أنغليبيرت الكونغولي.أول بطولة للأندية العربية في البطولات الأفريقية.

## الفرق
| الفريق          | وصول سابق (الخط الغليظ يشير إلى بطل تلك النسخة) |
| --------------- | ----------------------------------------------- |
| الإسماعيلي      | 0                                               |
| تي بي أنغليبيرت | 2 (1967 ، 1968)                                 |

## المباريات

### مباراة الذهاب
| تي بي أنغليبيرت | 2–2 | الإسماعيلي                  |
| --------------- | --- | --------------------------- |
| كالونزو كالالا  |     | عبد الرزاق 9' · السناري 11' |

### مباراة الإياب
| الإسماعيلي                                    | 3–1 | تي بي أنغليبيرت |
| --------------------------------------------- | --- | --------------- |
| أبو جريشة 31' · عبد الرزاق 70' (ر.جزاء) ، 88' |     | كالونزو 52'     |